# 麥格雷戈爾峰

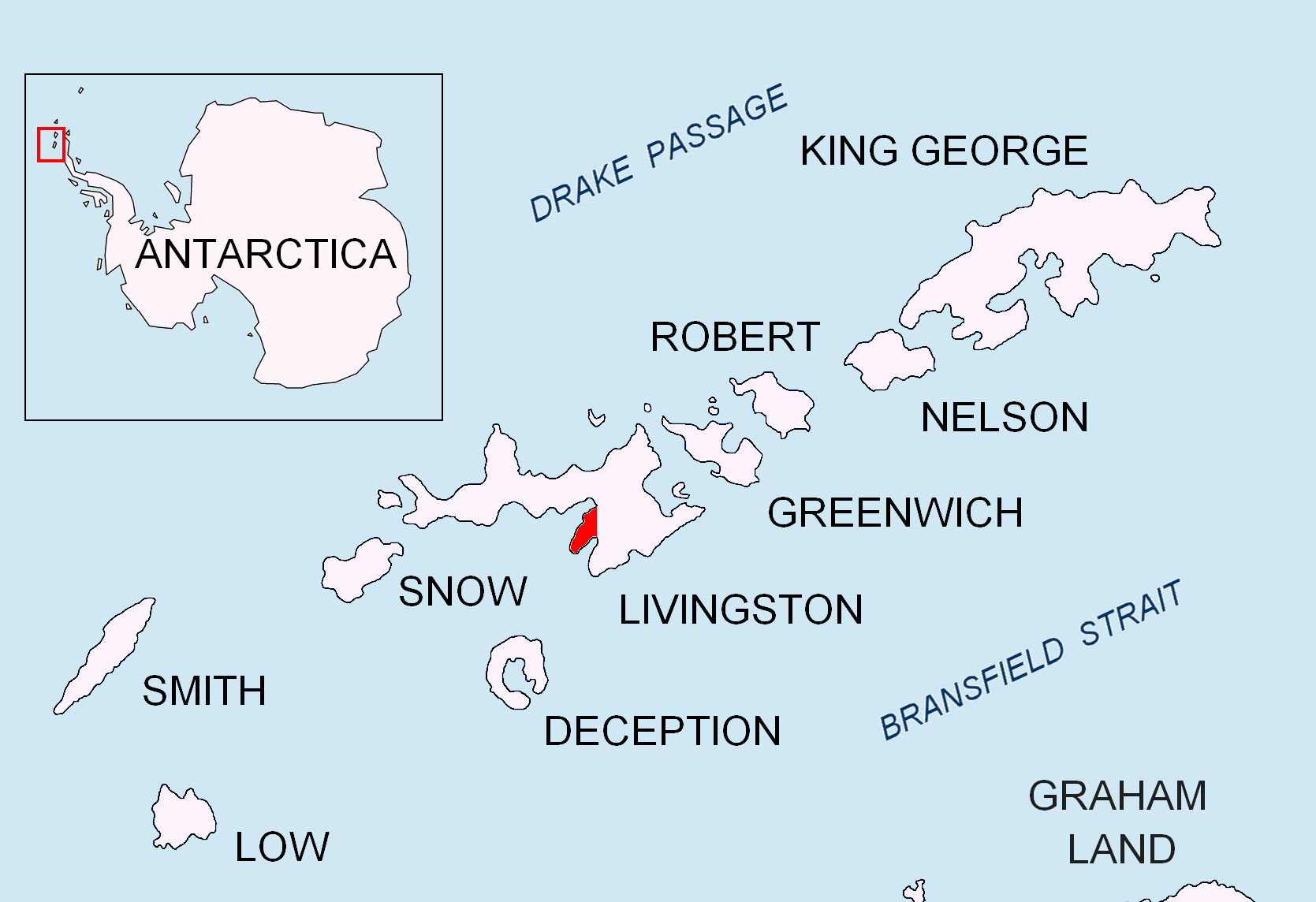

麥格雷戈爾峰（英語：MacGregor Peaks）是南極洲的山峰，位於南設得蘭群島中利文斯頓島的赫德半島，海拔高度350米，處於卡斯特爾維峰西南面0.71公里、穆爾斯峰西南面2.83公里和卡內蒂峰西北面4.9公里。

## 外部連結
- SCAR Composite Gazetteer of Antarctica（页面存档备份，存于）.